# Rethval Point
Rethval Point är en udde i Antarktis. Den ligger i Sydorkneyöarna. Argentina och Storbritannien gör anspråk på området.
Terrängen inåt land är huvudsakligen kuperad, men åt sydväst är den platt. Trakten är obefolkad. Det finns inga samhällen i närheten. 